# Joachim Georg Krickau
Joachim Georg Krickau (* vor 1668) war ein Herzoglich Braunschweig-Lüneburgischer Feuerwerker, Kupferstecher, hannoverscher Medikus in Hannover.

## Leben
Der als praktischer Arzt in Hannover tätige Joachim Georg Krickau verfasste 1668 eine Schrift über den Einzug von Benedicta Henriette von der Pfalz in Hannover, der Braut des Herzogs Johann Friedrich. Als Feuerwerker schuf er über das zum Anlass veranstaltete Feuerwerk zudem einen bei Georg Friedrich Grimme gedruckten Kupferstich, dessen Platte in den Maßen 23 × 47 cm sich heute im Besitz der Gottfried Wilhelm Leibniz Bibliothek – Niedersächsische Landesbibliothek findet. Aus demselben Jahr stammen Krickaus Kupferstiche in den Maßen 16,3 × 16,3 cm über das von dem Ingenieur und Feuerwerks-„Erfinder“ Hans Georg Welligen veranstaltete Feuerwerk.

## Werke (Auswahl)
- Eigentliche Beschreibung/ Des Durchleuchtigsten Fürsten und Herrn/ Herrn Johann Friederichs/ Hertzogen zu Braunschweig und Lüneburgs/ &c. HochFürstlichen Einzugs und Comitats, Mit welchem Seiner HochFürstlichen Durchl. ... Gemahlinne Die ... Frau Benedicta Henrietta Philippina, Gebohrn aus Chur-Fürstl. Stamm der Pfaltz-Graffen bey Rhein/ Hertzogin zu Bäyern [et]c. [et]c. In Ihr ... Residentz-Stadt Hannover ... den 9. Tag Novembris Anno 1668. Prächtigst eingeführet / Zu unterthänigst schüldigster Auffwartung auffs Kupffer gebracht und Abgefasset Durch Ihre ... Durchl. ... Feuerwercker Joachim Georg Krickan, Hannover/ Gedruckt durch Georg Friederich Grimmen/ Fürstl. bestalten Buchdruckern, 1668[4]